# Hasse (Argentina)
Hasse es una localidad argentina ubicada en el departamento Moreno de la provincia de Santiago del Estero. Se halla sobre la ruta provincial 92, la cual constituye su principal vía de comunicación vinculándola al noroeste con Tintina y al sudeste con Alhuampa.

## Toponimia
El nombre es un homenaje a Julio Hasse, doctor que conformó en 1902 el Sindicato de Capitalistas para la adquisición de tierras en Santiago del Estero, el cual adquiriría 500 leguas en la zona este de Santiago del Estero.

## Población
Cuenta con 347 habitantes (Indec, 2010), lo que representa un marcado incremento del 567% frente a los 52 habitantes (Indec, 2001) del censo anterior.
| Gráfica de evolución demográfica de Hasse entre 1991 y 2010 |
|                                                             |
| Fuente: Censos nacionales del INDEC                         |

## Sismos de Santiago del Estero
El 1 de enero de 2011 (14 años), 21 de febrero y el 2 de septiembre de 2011, varias extensas áreas fueron epicentro de sismos de 7,0; 5,9; y 6,9 grados en la escala de Richter, aunque sin causar daños ni víctimas, pues se registraron a profundidades de 600 km; y los movimientos telúricos llegaron a sacudir edificios altos en varias provincias, incluyendo la ciudad de Buenos Aires.

### Sismicidad
La sismicidad del área de Santiago del Estero es frecuente y de intensidad baja, y un silencio sísmico de terremotos medios a graves cada 40 años.
El 4 de julio de 1817 (207 años), sismo de 1817 de 7,0 Richter, con máximos daños reportados al centro y norte de la provincia, donde se desplomaron casas y se produjo agrietamiento del suelo, los temblores duraron alrededor de una semana. Se estimó una intensidad de VIII grados Mercalli. Hubo licuefacción con grandes cantidades de arena en las fisuras de hasta 1 m de ancho y más de 2 m de profundidad. En algunas de las casas sobre esas fisuras, el terreno quedó cubierto de más de 1 dm de arena.
Aunque la actividad geológica ocurre desde épocas prehistóricas, el sismo del 20 de marzo de 1861 (164 años) señaló un hito importante dentro de la historia de eventos sísmicos argentinos ya que fue el más fuerte registrado y documentado en el país. A partir del mismo la política de los sucesivos gobiernos provinciales y municipales han ido extremando cuidados y restringiendo los códigos de construcción. Pero solo con el terremoto de San Juan del 15 de enero de 1944 (81 años) los Estados provinciales tomaron real estado de la gravedad sísmica de la región.